# Фрата (Перуђа)
Фрата је насеље у Италији у округу Перуђа, региону Умбрија.
Према процени из 2011. у насељу је живело 89 становника. Насеље се налази на надморској висини од 224 м.